# Custer (Washington)
Custer é uma Região censo-designada localizada no estado norte-americano de Washington, no Condado de Whatcom.

## Demografia
Segundo o censo norte-americano de 2000, a sua população era de 299 habitantes.

## Geografia
De acordo com o United States Census Bureau tem uma área de
4,7 km², dos quais 4,7 km² cobertos por terra e 0,0 km² cobertos por água.

## Localidades na vizinhança
O diagrama seguinte representa as localidades num raio de 20 km ao redor de Custer.